# Второ главно управление
Второ главно управление (през 1944 – 1947: Отделение Б; през 1947 – 1950: Втори отдел; през 1950 – 1969: Второ управление) е подразделение на Държавна сигурност на България, натоварено с контраразузнаването. След закриването на Държавна сигурност през 1990 година е преобразувано в Национална служба „Сигурност“, която през 2008 година става основа на Държавна агенция „Национална сигурност“.

## История
Второ главно управление води началото си от отделението за външна сигурност в основаната през 1925 година Държавна сигурност. В първите десетилетия от съществуването си има сравнително ограничена дейност, която бързо се разраства с установяването на тоталитарния комунистически режим след Деветосептемврийския преврат от 1944 година. Непосредствено след преврата то изцяло се реорганизира по съветски образец под ръководството на съветския офицер от български произход Стефан Богданов. Богданов се стреми да консолидира в службата – първоначално отделение Б, а от 1947 година Втори отдел в Държавна сигурност – всички дейности на контраразунаването и политическата полиция и през април 1947 година към нея е прехвърлено военното контраразунаване, дотогава 3-то отделение в Разузнавателния отдел на армията.
В края на 1948 година началникът на отдела Стефан Богданов е заменен с Николай Задгорски, който също е отстранен през лятото на 1950 година, като по-късно и двамата са съдени във вътрешните чистки на режима, последвали Процеса срещу Трайчо Костов. От август 1950 година отделът се ръководи от Димитър Мурджев, а през април 1952 година е преобразуван във Второ управление на Държавна сигурност, като в отговорностите му е включена и дейността срещу политическите емигранти в чужбина.
На 16 юли 1954 година управлението е оглавено от наскоро реабилитирания, а преди това отстранен от службите и съден Каприел Каприелов. На 22 януари 1959 година той е освободен заради здравословни проблеми, след което началник на управлението става Богдан Думков, дотогава началник на Трето управление (политическата полиция). През следващите години към управлението е прехвърлен самостоятелния дотогава отдел за външно наблюдение, както и основната част от Трето управление, което през октомври 1961 година е преобразувано в самостоятелен Трети отдел с функции в предприятията. На 15 ноември 1962 година началник на управлението става Георги Аначков. На 7 януари 1963 година и този Трети отдел е включен във Второ управление, като отново е отделен отдела за външно наблюдение. Така Второ управление става най-голямото в системата след Управлението за безопасност и охрана, концентрирайки повечето функции на контраразузнаването и политическата полиция.
През пролетта на 1966 година управлението е оглавено от Григор Григоров. През 1967 г. политическата полиция отново е отделена от Второ главно управление като Шесто управление. През 1969 г. контраразузнаването получава статут на главно управление. През 1972 година начело на управлението е върнат Георги Аначков, заради подозрения към Григоров за лоялност към отстранения вътрешен министър Ангел Солаков.
През 1974 година организира отвличането на политическия емигрант Борис Арсов. През 70-те и 80-те години то се занимава основно с контрол на чуждите дипломати в страната, като прерогативите му за надзор на емиграцията постепенно са иззети от Първо главно управление. През 1986 г. от Второ главно управление е отделено Четвърто управление (Управление за контраразузнавателно обслужване на икономиката). С разделянето на Държавна сигурност през 1990 г. управлението е преобразувано в Национална служба Сигурност, а от 2008 г. влято в Държавна агенция „Национална сигурност“.

## Ръководители
- Стефан Богданов (септември 1944 – 1948)
- Николай Задгорски (1948 – 1950)
- Димитър Мурджев (23 август 1950 – 16 юли 1954)
- Каприел Каприелов (16 юли 1954 – 22 януари 1959)
- Богдан Думков (1959 – 15 ноември 1962)
- Георги Аначков (15 ноември 1962 – 3 май 1966)
- Григор Григоров (3 май 1966 – 19 юли 1972)
- Георги Аначков (4 август 1972 – 1990)